# Microrregión de Euclides da Cunha
La microrregión de Euclides da Cunha es una de las microrregiones del estado brasileño de la Bahia perteneciente a la mesorregión Nordeste Baiano. Su población fue estimada en 2005 por el IBGE en 305.605 habitantes y está dividida en nueve municipios. Posee un área total de 19.505,728 km².

## Municipios
- Cansanção
- Canudos
- Euclides da Cunha
- Monte Santo
- Nordestina
- Queimadas
- Quijingue
- Tucano
- Uauá

- Datos: Q1831934